# Urteil (Deutschland)
Im gerichtlichen Verfahren ist ein Urteil die in der Regel instanzerledigende Entscheidung über den Streitgegenstand, die das erkennende Gericht zumeist auf Grund einer mündlichen Verhandlung erlässt. In der Strafgerichtsbarkeit ist die mündliche Verhandlung aufgrund des Mündlichkeitsgrundsatzes grundsätzlich erforderlich; einzige Ausnahme bildet der Strafbefehl, der als rechtskräftiges Urteil gilt, wenn nicht innerhalb von zwei Wochen nach der Zustellung Einspruch eingelegt wird. Urteile werden, wenn sie nicht mehr durch Rechtsmittel angegriffen werden können, rechtskräftig. Sie können – mit Einschränkungen auch schon vor ihrer Rechtskraft – mit Zwang vollstreckt werden (Zwangsvollstreckung). Neben dem Urteil gibt es auch andere Formen gerichtlicher Entscheidungen, beispielsweise Beschlüsse, Anordnungen und Verfügungen. Im deutschen Recht ergehen Urteile im Namen des Volkes. Es entspricht der kontinentalen Tradition, dass deutsche Gerichte –  mit Ausnahme des Bundesverfassungsgerichts (§ 30 Abs. 2 BVerfGG) – mit einer Stimme und anonym sprechen.

## Arten von Urteilen
Urteile lassen sich nach verschiedenen Kriterien einteilen:

### Urteile im Zivilprozess
- Einteilung nach der Rechtsfolge des Urteils. Man unterscheidet:
  - Leistungsurteile infolge einer Leistungsklage (Verurteilung etwa zur Zahlung von Geld, zur Herausgabe einer Sache, zur Ausführung bestimmter Arbeiten, zur Duldung oder Unterlassung bestimmter Handlungen, Abgabe einer Willenserklärung usw.); das Rechtsschutzinteresse des Gläubigers wird, wenn der Schuldner dem Urteil nicht nachkommt, durch das Leistungsurteil noch nicht vollständig befriedigt, es bedarf noch einer Zwangsvollstreckung;
  - Feststellungsurteile infolge einer Feststellungsklage (etwa die Feststellung, dass der Kläger in einem bestimmten Verein Mitglied sei, dass eine Kündigung unwirksam sei, dass der Beklagte verpflichtet sei, dem Kläger Schadensersatz zu leisten, dass eine Urkunde echt oder unecht sei usw.); eine besondere Rolle spielt wegen der Schwäche der Rechtskraft das Zwischenfeststellungsurteil; klageabweisende Urteile sind immer Feststellungsurteile: Hier wird weiter unterschieden zwischen Prozessurteilen (Abweisung der Klage als unzulässig) und Sachurteilen (Abweisung der Klage als unbegründet). Der Unterschied zwischen Prozess- und Sachurteil liegt in der Rechtskraft.
  -  Gestaltungsurteile, durch die unmittelbar eine Rechtsänderung eintritt (Ehescheidung, Auflösung einer Ehe, Ausschluss eines Gesellschafters aus einer Gesellschaft, Einstellung der Zwangsvollstreckung durch Vollstreckungsabwehrklage oder Drittwiderspruchsklage; Einräumung eines besseren Rangs bei einem Pfand- oder Vorzugsrecht durch Urteil infolge Klage auf vorzugsweise Befriedigung).

- Einteilung nach dem Umfang der Prozesserledigung:[2] Man unterscheidet Endurteile (§ 300 ZPO), die den gesamten Rechtsstreit in der betreffenden Instanz erledigen, Teilurteile (§ 301 ZPO), die nur den entscheidungsreifen Teil des Streitgegenstandes erledigen und Zwischenurteile (§ 303 ZPO), die nur eine entscheidungserhebliche Vorfrage entscheiden. Besondere Formen des Zwischenurteils sind das Zwischenurteil über die Zulässigkeit der Klage (§ 280 Abs. 2 ZPO), das Zwischenurteil über den Grund (§ 304 ZPO) und das Zwischenurteil über einen Zwischenstreit mit einem nicht am Rechtsstreit beteiligten Dritten, nämlich über die Zurückweisung der Nebenintervention (§ 71 ZPO), über die Rückgabe von Urkunden unter Rechtsanwälten (§ 135 Abs. 2 ZPO) und über das Zeugnisverweigerungsrecht (§ 387 ZPO). Eine Teilentscheidung über den Streitgegenstand, welche unter dem Vorbehalt ihrer Bestätigung durch ein Endurteil steht, ist das Vorbehaltsurteil (§ 302, § 599 ZPO).

- Einteilung nach der Grundlage des Urteils: Man unterscheidet das normale streitige Urteil, das auf streitige Verhandlung der Parteien ergeht, und das unstreitige Urteil. Arten des unstreitigen Urteils sind das Versäumnisurteil (§ 330, § 331 ZPO), das aufgrund der Säumnis einer Partei gegen die säumige Partei ergeht, das Anerkenntnisurteil (§ 307 ZPO), das ergeht, wenn der Beklagte den Klageanspruch ganz oder zum Teil (Teilanerkenntnis) anerkennt, und das Verzichtsurteil (§ 306 ZPO), das ergeht, wenn der Kläger auf den Klageanspruch verzichtet. Die unzulässige Klage und die unschlüssige Klage (die Klage, die nach ihrem eigenen Vortrag den Klageantrag nicht rechtfertigt) wird gegen den säumigen Kläger nicht durch Versäumnisurteil, sondern durch streitiges Urteil (so genanntes „unechtes Versäumnisurteil“) abgewiesen.

- Einteilung nach der Rechtskraftwirkung: Wurde die Klage lediglich durch Prozessurteil abgewiesen, kann der Kläger erneut Klage erheben, sobald das Zulässigkeitshindernis beseitigt ist. Diese Möglichkeit besteht nicht mehr, sobald das Prozessgericht durch Sachurteil über die Begründetheit des Anspruchs rechtskräftig entschieden hat (§ 322 Abs. 1 ZPO).[3]

### Urteile im Strafprozess
Im Strafrecht unterscheidet man hinsichtlich der möglichen Urteile lediglich zwischen
- dem Sachurteil mit
  - Verurteilung (Strafurteil) oder
  - Freispruch des Angeklagten oder
  - Anordnung einer Maßregel der Besserung und Sicherung[4]

- und dem Prozessurteil (analog zu § 260 Abs. 3 Strafprozessordnung (StPO) auch Einstellungsurteil genannt), welches (nur) ergeht, wenn sogenannte Verfahrenshindernisse (auch Prozesshindernisse genannt) bestehen.

Ergänzender Beschluss bei Bewährung und Verwarnung
Bei Verurteilung zu einer zur Bewährung ausgesetzten Freiheitsstrafe oder zu einer zur Bewährung ausgesetzten Maßregel der Besserung und Sicherung erfolgt die Festsetzung der Bewährungszeit (Rahmen: 2–5 Jahre) sowie der dem Verurteilten erteilten gerichtlichen Auflagen und Weisungen nicht im Urteil, sondern in einem zusammen mit dem Urteil verkündeten Beschluss (§ 268a Abs. 1 u. 2 StPO). Dasselbe gilt nach § 59 Abs. 1 Strafgesetzbuch (StGB) auch für die Verwarnung mit Strafvorbehalt.
(Die vorzeitige Prozessbeendigung durch Verfahrenseinstellung erfolgt übrigens (auch) nicht durch ein Urteil, sondern ebenfalls per Gerichtsbeschluss.)

### Andere Verfahrensordnungen
Für Arbeitsgerichtsprozesse, Verwaltungsgerichtsprozesse, Sozialgerichtsprozesse und Finanzgerichtsprozesse gilt das für Zivilprozesse Gesagte mit der Maßgabe, dass im Verwaltungsgerichtsprozess, im Sozialgerichtsprozess und im Finanzgerichtsprozess keine Versäumnisurteile vorgesehen sind. In diesen Verfahrensordnungen kann auch bei Ausbleiben einer oder beider Parteien durch streitiges Endurteil entschieden werden.

## Form und Inhalt des Urteils
Für das schriftliche Urteil gelten die nachfolgend dargestellten Regelungen:

### Zivilprozess
Ein Zivilurteil besteht aus folgenden Bestandteilen:
- Bezeichnung der Urteilsart, falls es sich nicht um ein normales Vollendurteil handelt, und Formel im Namen des Volkes

- Rubrum, also genaue Bezeichnung der Parteien, ggf. der gesetzlichen Vertreter und der Prozessbevollmächtigten (§ 313 Abs. 1 Nr. 1 ZPO)

- Bezeichnung des Gerichts und der Richter, die bei der Entscheidung mitgewirkt haben (§ 313 Abs. 1 Nr. 2 ZPO)

- Bezeichnung des Tages, an dem die mündliche Verhandlung geschlossen worden ist (§ 313 Abs. 1 Nr. 3 ZPO)

- Urteilsformel (§ 313 Abs. 1 Nr. 4 ZPO). Die Urteilsformel ist der entscheidende Teil des Urteils. In der Urteilsformel wird über den Streitgegenstand entschieden. Sie besteht in der Regel aus drei Teilen:
  - Sachentscheidung: Entweder Entscheidung im Sinne des Klageantrages oder Klageabweisung oder eine Kombination von beidem (dem Klageantrag wird nur teilweise entsprochen). Das Gericht darf in seiner Entscheidung nicht über den Antrag des Klägers hinausgehen oder etwas anderes als das, was beantragt worden ist, zusprechen (§ 308 ZPO). Die Formel muss so bestimmt formuliert sein, dass das Urteil später vollstreckt werden kann, beispielsweise muss ein herauszugebender Gegenstand genau bezeichnet werden.
  - Kostenentscheidung. Über die Kosten des Rechtsstreits entscheidet das Gericht von Amts wegen.
  - Entscheidung über die vorläufige Vollstreckbarkeit. Auch diese Entscheidung ergeht von Amts wegen. Urteile, die Einstweilige Verfügungen erlassen oder bestätigen, enthalten keine Entscheidung zur vorläufigen Vollstreckbarkeit, weil derartige Urteile kraft Gesetzes vorläufig vollstreckbar sind.

- Tatbestand (§ 313 Abs. 1 Nr. 5, Abs. 2 ZPO). Der Tatbestand enthält die Darstellung des Gegenstandes des Rechtsstreites. Er besteht in der Regel aus folgenden Teilen:
  - Unstreitiger Sachverhalt. Sachverhalt, den die Parteien übereinstimmend vortragen, hat das Gericht der Entscheidung zu Grunde zu legen, selbst wenn dieser Vortrag in Wahrheit nicht zutrifft. Dies folgt aus dem Grundsatz, dass im Zivilprozess die Parteien selbst über den Gegenstand des Rechtsstreits verfügen (Dispositionsmaxime).
  - Streitiger Vortrag des Klägers.
  - Antrag des Klägers
  - Antrag des Beklagten
  - Streitiger Vortrag des Beklagten
  - Ergebnis evtl. durchgeführter Beweisaufnahmen.

Ist das Urteil nicht anfechtbar, braucht es keinen Tatbestand zu enthalten. Auch unstreitige Urteile enthalten keinen Tatbestand.
- Entscheidungsgründe (§ 313 Abs. 1 Nr. 6, Abs. 3 ZPO). Die Entscheidungsgründe enthalten die Begründung der Entscheidung. Insbesondere wird dargelegt, von welchem Sachverhalt das Gericht auf Grund welcher Beweiswürdigung ausgeht bzw. welche Behauptungen das Gericht nicht für erwiesen hält, und welche rechtlichen Folgen sich aus dem festgestellten Sachverhalt ergeben. Unstreitige Urteile enthalten in der Regel keine Entscheidungsgründe.

- Unterschrift der Richter (§ 315 Abs. 1 ZPO)

### Strafprozess
Ein Strafurteil besteht aus folgenden Bestandteilen:
- Überschrift („Urteil“) und Formel Im Namen des Volkes

- Rubrum, also Personalien des Angeklagten (Name, Geburtsdatum und Geburtsort, Anschrift …)

- stichwortartige Bezeichnung der Strafsache (beispielsweise: „wegen Betruges“)

- Bezeichnung des Gerichts und des Spruchkörpers (beispielsweise: „das Amtsgericht München – Schöffengericht –“ oder „die 1. große Strafkammer des Landgerichts München I als Schwurgericht“)

- Bezeichnung aller Sitzungstage sowie der mitwirkenden Richter einschließlich der Schöffen, aller an der Hauptverhandlung mitwirkenden Staatsanwälte, Verteidiger sowie des Urkundsbeamten der Geschäftsstelle, der am Tag der Urteilsverkündung mitgewirkt hat (§ 275 Abs. 3 StPO)

- Urteilsformel. Sie ist der wichtigste Teil des Urteils und enthält die Entscheidung über den Anklagevorwurf. Im Falle der Verurteilung enthält die Formel den Schuldspruch, also die Bezeichnung der Straftat oder der Straftaten, wegen der der Angeklagte schuldig gesprochen wird, und eventuell den Strafausspruch. Eine Geldstrafe wird nicht in ihrer Gesamtsumme, sondern nach Zahl und Höhe der Tagessätze angegeben. Wird eine Freiheitsstrafe zur Bewährung ausgesetzt, wird dies in der Formel angegeben. Wird der Angeklagte zu einer Gesamtstrafe verurteilt, wird nur diese angegeben. Die Einzelstrafen werden nur in den Gründen erwähnt. Die Urteilsformel enthält auch Nebenstrafen wie Fahrverbot, Maßregeln der Besserung und Sicherung wie Entziehung der Fahrerlaubnis oder Unterbringung in einer Entziehungsanstalt oder einem psychiatrischen Krankenhaus und eine eventuelle Anordnung der Einziehung oder des Verfalls. Weiter enthält die Formel eine Entscheidung über die Kosten des Verfahrens sowie Erstattungsansprüche über die notwendigen Auslagen, sofern solche entstanden sind. Auch eine mögliche Entscheidung über eine Entschädigung nach dem Strafrechtsentschädigungsgesetz für etwa zu Unrecht verbüßte Untersuchungshaft oder eine zu Unrecht erlittene vorläufige Entziehung der Fahrerlaubnis gehört in die Formel. Freisprüche und Teilfreisprüche (Freispruch „im Übrigen“) sind auch möglich.

Zudem kann ein reines Prozessurteil ergehen, das auf Verfahrenseinstellung oder Verwerfung lautet.
- Liste der angewendeten Vorschriften (nur im Falle einer Verurteilung oder bei Freispruch wegen Schuldunfähigkeit). Diese Liste ist die Grundlage der Eintragung des Urteils in das Bundeszentralregister.

- Urteilsgründe (§ 267 StPO). Hier ist zu unterscheiden:
  - Verurteilung:
    - Die persönlichen Verhältnisse des Angeklagten, soweit für die Entscheidung von Bedeutung (insbesondere Lebenslauf, Einkommensverhältnisse, Vorstrafen)
    - Feststellungen zum Tatgeschehen.
    - Beweiswürdigung, also Begründung, warum und auf Grund welcher Beweise das Gericht von dem festgestellten Tatgeschehen überzeugt ist. Verzichten alle Beteiligten auf Rechtsmittel oder wird das Urteil nicht angefochten, kann die Beweiswürdigung entfallen.
    - Rechtliche Würdigung des festgestellten Tatgeschehens, also Darstellung, welche Straftatbestände der Angeklagte erfüllt hat.
    - Strafzumessung, also Begründung der festgesetzten Einzelstrafen und der Gesamtstrafe. Zunächst ist darzustellen, von welchem Strafrahmen das Gericht ausgegangen ist, und ob und warum es von ggf. möglichen Strafrahmenverschiebungen Gebrauch gemacht hat. Dann ist innerhalb des festgestellten Strafrahmens auf Grund der im Einzelnen darzustellenden Strafschärfungs- und Strafmilderungsgründe das konkrete Strafmaß zu begründen. Bei Verhängung von Freiheitsstrafen unter sechs Monaten muss begründet werden, warum keine Geldstrafe verhängt wurde. Bei Bildung mehrerer Einzelstrafen ist sodann die Höhe der Gesamtstrafe zu begründen. Wenn ausnahmsweise von der Möglichkeit, aus einer Geldstrafe und einer Freiheitsstrafe keine Gesamtstrafe zu bilden, Gebrauch gemacht wurde, ist auch dies zu begründen. Begründet werden muss auch, warum eine Freiheitsstrafe zur Bewährung ausgesetzt wurde beziehungsweise warum eine (kurze) Freiheitsstrafe von bis zu zwei Jahren nicht zur Bewährung ausgesetzt wurde. Auch Nebenfolgen, insbesondere Maßregeln der Besserung und Sicherung (in der Praxis bedeutsam ist vor allem die Entziehung der Fahrerlaubnis), sind hier zu begründen.

  - Freispruch:
    - Mitteilung des Tatvorwurfs.
    - Mitteilung, ob Freispruch aus tatsächlichen Gründen (Tatvorwurf nicht nachweisbar) oder aus rechtlichen Gründen (für erwiesen erachtete Tat nicht strafbar) erfolgte.
    - Mitteilung der vom Gericht festgestellten Tatsachen.
    - Beweiswürdigung, also insbesondere Begründung, warum das Gericht die vorgeworfene Tat für nicht nachgewiesen hält.

- Unterschrift der Berufsrichter (§ 275 Abs. 2 StPO). Die Schöffen müssen das Urteil nicht unterschreiben.

Andere Verfahrensordnungen
Für Urteile in Arbeitsgerichtsprozessen, Verwaltungsgerichtsprozessen, Sozialgerichtsprozessen und Finanzgerichtsprozessen gilt im Wesentlichen das für Zivilprozesse Gesagte.

## Bindung an Urteile
Im deutschen Recht sind Gerichte an Urteile, die nicht im gleichen Rechtsstreit ergangen sind, nicht gebunden. In Deutschland können Gerichte von Urteilen des eigenen Gerichts oder anderer Gerichte, sogar der obersten Bundesgerichte (Bundesgerichtshof, Bundesarbeitsgericht, Bundesverwaltungsgericht, Bundesfinanzhof und Bundessozialgericht), abweichen. Eine Bindung gilt nur für bestimmte Urteile des Bundesverfassungsgerichts, die Gesetzeskraft erlangen. Gemäß Art. 97 Abs. 1 GG sind Richter nur dem Gesetz unterworfen. Eine Bindung an Präjudizien ist dem deutschen Recht fremd. Allerdings haben die Entscheidungen der Rechtsmittelgerichte, insbesondere der obersten Bundesgerichte, faktisch eine erhebliche Bindungswirkung, weil sich die Rechtsanwendung der Gerichte im Interesse der Rechtssicherheit und des Rechtsfriedens an der Rechtsprechung der Rechtsmittelgerichte orientiert.

## Korrektur
Schreib- und Rechenfehler in Zivil- und Strafurteilen können jederzeit berichtigt werden. Die Berichtigung ist auf offenbare Unrichtigkeiten beschränkt und führt anders als das Rechtsmittelverfahren keine erneute Sachentscheidung herbei.

## Veröffentlichung
Eine Pflicht zur Veröffentlichung von Urteilen besteht nicht. Ob ein Urteil anonymisiert veröffentlicht oder zur Veröffentlichung freigegeben wird, entscheidet das erkennende Gericht. In Deutschland wurden zwischen 1971 und 2020 nie mehr als Prozent aller Gerichtsentscheidungen eines Jahres veröffentlicht.